# 維羅納 (肯塔基州)
維羅納（英語：Verona）是位於美國肯塔基州布恩縣的一個人口普查指定地區。

## 人口
根據2020年美國人口普查的數據，維羅納的面積為31.94平方千米，當中陸地面積為31.70平方千米，而水域面積為0.24平方千米。當地共有人口1545人，而人口密度為每平方千米48.37人。